# Mustó István
Mustó István (Derecske, 1933. július 17. –) magyar közgazdász, politikus, országgyűlési képviselő.

## Életpályája

### Iskolái
Általános iskolába Debrecenbe (a "Svetits-be") járt. A középiskolát a passaui magyar gimnáziumban végezte el. 1951-től Madridban tanult. 1955-ben diplomázott a Madridi Egyetemen. 1957-ben politika- és gazdaságtudományi diplomát szerzett. 1959-ben a Berlini Egyetemen politológiából és közgazdaságból doktorált. 1972-ben szociológiából akadémiai doktori fokozatot szerzett.

### Pályafutása
1958–1963 között illetve 1965–1966 között a Szabad Európa Rádió (SZER) munkatársa illetve hírmagyarázója volt. 1963–1965 között Kolumbiában, a bogotai katolikus egyetemen, 1966–1989 között Berlinben, a Német Fejlesztéspolitikai Intézetben végzett kutatói és oktatói munkát. 1974-től magántanár. 1980-tól rendkívüli tanár a Berlini Műszaki Egyetemen. 1989–1992 között – német kérésre – átvette a liberális Friedrich Naumann Alapítvány budapesti képviseletének vezetését. 1991-ben a Debreceni Orvostudományi Egyetem díszdoktora lett.

### Politikai pályafutása
1970-től a német szabaddemokrata párt (FDP) tagja. 1974-től a Hochschulverband, 1983–1989 között a European Association of Development Institutes végrehajtó bizottsági tagja volt. 1980–1986 között a Working Group/European Development nemzetközi munkacsoport elnöke volt. 1993-tól a Society for International Development kormányzótanácsa tagja. 1994–1998 között országgyűlési képviselő volt (SZDSZ). 1994–1998 között a Külügyi bizottság és az Európai integrációs ügyek bizottsága tagja volt. 1994–1998 között az Interparlamentaris Unio alelnöke volt.

## Családja
Szülei: Mustó Sándor (1903–1968) ügyvéd és Ertsey Lívia (1909–1994) voltak. Anyai nagyapja Ertsey Péter ügyvéd, országgyűlési képviselő volt. Testvérei: Mustó Péter (1935–2023) római katolikus pap, Sándor (1936–) tanár, Mustó László (1938–), Mustó Tamás (1939–) újságíró, Mustó Teréz (1941–1986) és Mustó Gábor (1947–) tanár. Első házasságát 1960-ban, Lindenbergben kötötte Angeles Picosszal. Két gyermeke született: Peter (1960–) jogász és Philip (1966–) üzemgazdász. Második házassága 1994-ben, Berlinben köttetett: felesége Brigitte Fahrenhorst, a berlini műszaki egyetem adjunktusa.

## Művei
- Az elveszett nemzet (tanulmány; München, 1954)
- Die Massenmedien als Instrumente der ländlichen Entwicklungsförderung (Berlin, 1969)
- Evaluierung sozialer Entwicklungsprojekte (Berlin, 1972)
- Spanien und die Europäische Gemeinschaft (Bonn, 1977)
- Die Soziologie und die europäische Integration (Berlin, 1980)
- Die Süderweiterung der Europäischen Gemeinschaft (Bázel, 1981)
- Europe at the Crossroads: Agendas of the Crisis (New York, 1985)
- Endogenous Development: a Myth or a Path? (Hága, 1985)
- European Economic Development with Particular Reference to the European Periphery (Hága, 1986)
- Die hilflose Hilfe, Ansätze zu einer Kritik der manipulativen Vemunft (Baden-Baden, 1987)
- Die Türkei und die europäische Gemeinschaft (Berlin, 1989)